# Victoria Silvstedt
Stacy Sanches Karen McDougal
Karin Victoria Silvstedt, simplement dite Victoria Silvstedt, née le 19 septembre 1974 à Skellefteå (Suède), est une mannequin, actrice, chanteuse, présentatrice, reine de beauté et championne de ski suédoise.

## Biographie

### Enfance et jeunesse
Elle naît dans une famille de classe moyenne et a une sœur aînée Veronica, laquelle l'élève en grande partie ainsi qu'un frère plus jeune, prénommé Daniel.

### Carrière sportive puis artistique
Durant son enfance et son adolescence, Victoria Silvstedt pratique la compétition de ski alpin. Championne spécialisée en super géant, elle fait partie de l’équipe suédoise olympique et se classe quatrième au plan national; après avoir subi une grave blessure à l’épaule, elle abandonne sa carrière de skieuse pour devenir mannequin.
Le 14 mars 1993, elle participe au concours de Miss Suède, où elle se classe à la deuxième place, derrière Johanna Lind (en). Le 27 novembre suivant, Victoria Silvstedt représente son pays à Miss Monde et se classe dans le Top 10 de l'élection et en 1994, elle commence à travailler comme mannequin à Paris.
En décembre 1996, elle est sélectionnée pour être playmate du mois dans le magazine Playboy (édition américaine). Élue « Playmate de l'année » en 1997 - outre son cachet et d'autres cadeaux, elle reçoit une automobile Porsche Boxster - elle pose entièrement nue dans les pages du magazine dont elle fait la couverture en juin 1997.
Elle tente de se lancer dans la musique en 2002 mais son premier CD Hello Hey ne remporte pas un succès commercial ; pour autant, elle obtient un meilleur résultat avec son nouveau titre sorti en 2010, intitullé Saturday Night. Elle est élue « la femme la plus sexy au monde » par les lecteurs du magazine Nuts en 2005. 
Victoria Silvstedt apparaît dans plusieurs films dont : Boat Trip, The Independent, BASEketball ou encore Snow, Sex and Sun. Elle est connue au Royaume-Uni pour avoir présenté The Late Show sur Virgin Radio. Elle tourne, en 2006, dans Carry on London, une comédie anglaise produite par Pinewood Studios. De 2006 à 2011, elle coanime le jeu La Roue de la fortune, et de 2009 à 2011 le divertissement Qui sera le meilleur ce soir ?, sur TF1 avec Christophe Dechavanne ainsi que la version italienne de La Roue de la fortune, sur Italia 1 de 2007 à 2009. En novembre 2008, elle est à l'honneur sur la chaîne E! dans une émission de télé-réalité intitulée Ma vie parfaite. En France, l'émission est programmée en 2009 sur NRJ 12 dans Tellement People, présentée par Clara Morgane.
En septembre 2009, lors d'une interview pour le magazine suédois Aftonbladet, elle affirme que, dans un futur proche, elle souhaite se consacrer à l'écriture de livres destinés aux enfants, un projet ayant toujours été son rêve et, que grâce à l'argent gagné grâce aux publicités auxquelle elle a participé, elle entend se mettre au service d'œuvres caritatives.

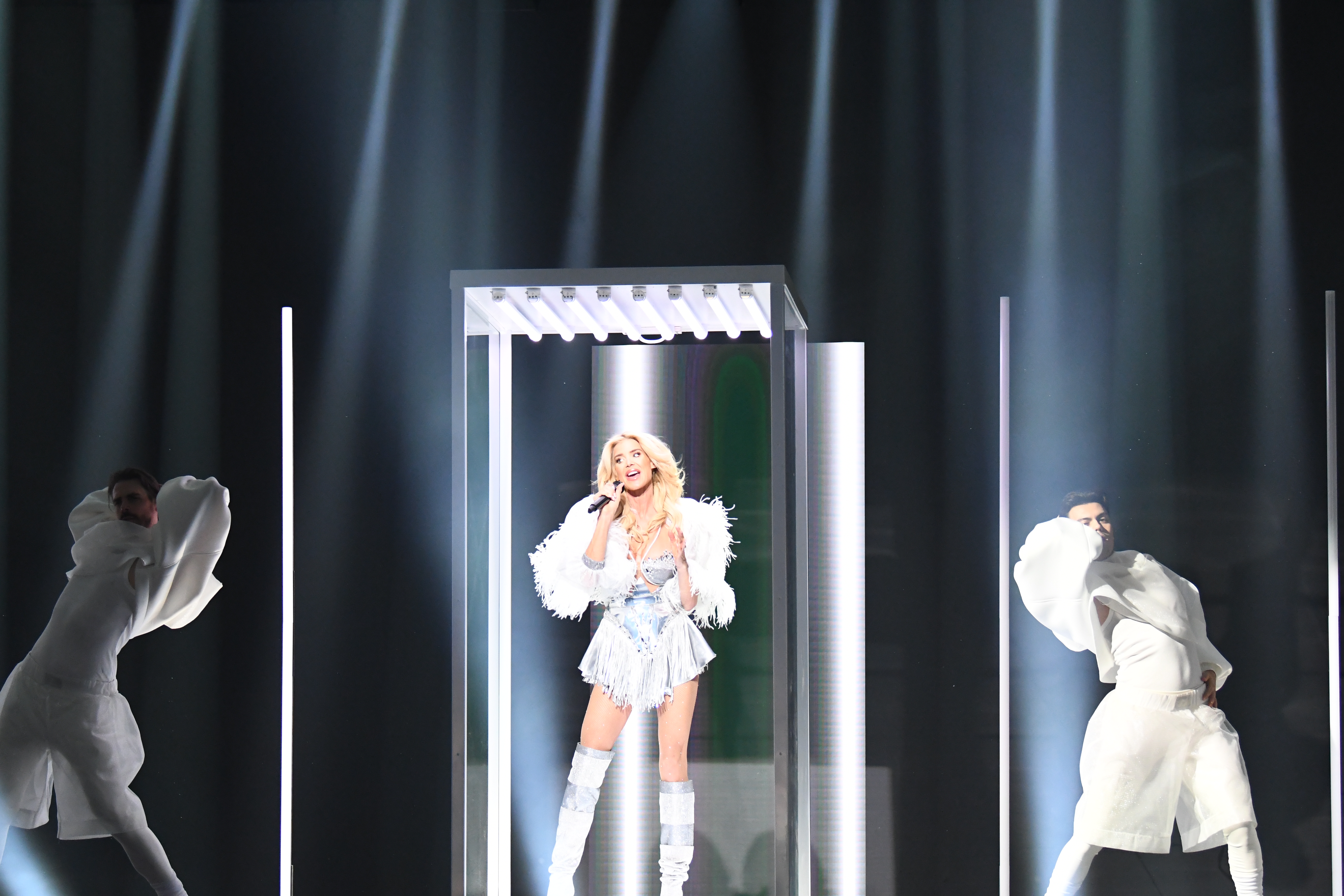
Victoria Silvstedt, interprétant Love it! sur la scène du Melodifestivalen, en mars 2025.

Le 14 juin 2010 sort son second disque intitulé « Saturday Night », reprise pop remixée du tube de Whigfield. Le 5 octobre 2013 elle est invitée à danser dans la version italienne de Danse avec les stars ou Ballando con le stelle 9.
En 2016, elle participe à la télé-réalité suédoise Realitystjärnorna på godset, sur la chaîne TV3. En 2021, elle participe à la saison 1 de la version suédoise de Mask Singer sous le costume de l’ours blanc.
En 2025, l'artiste est cadidate au Melodifestivalen, émission de pré-sélection suédoise pour le Concours Eurovision de la chanson, avec le titre Love It! mais est éliminée en demi-finale.

### Vie privée

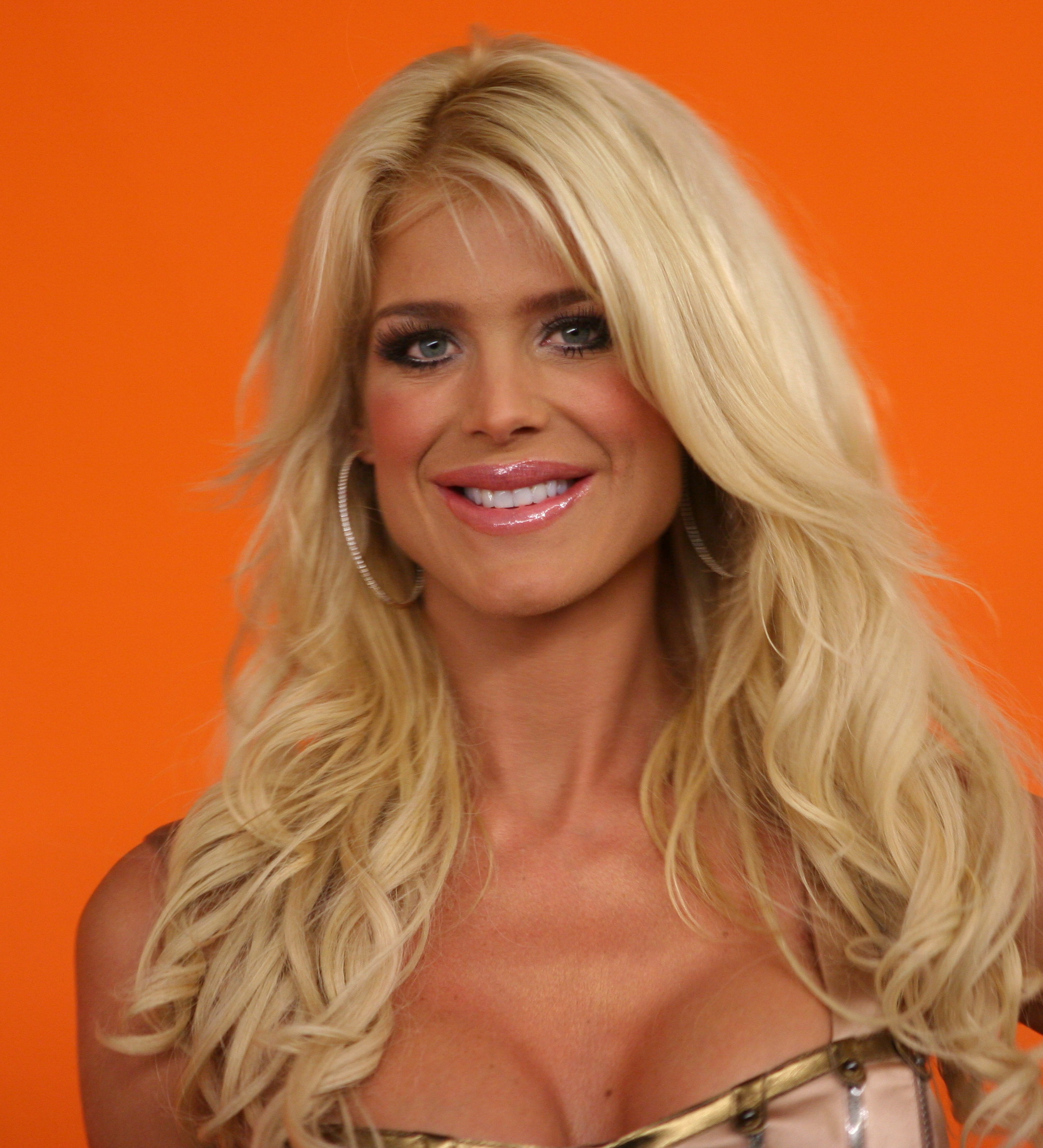
Victoria Silvstedt, en 2007.

Elle vit en France à Paris puis sur la Côte d’Azur depuis les années 2000. Victoria Silvstedt parle couramment le suédois, l'anglais, le français et l'italien et a publié un livre où elle évoque une tentative de viol, un avortement et une période où elle fut anorexique.

## Apparitions dans les numéros spéciaux dePlayboy
- Playboy's Blondes, Brunettes & Redheads, juin 2003
- Playboy's Sexy 100, février 2003
- Playboy's Girls of Summer, mai 2001
- Playboy's Nude Playmates, avril 2001 - pages 44–45
- Playboy's Book of Lingerie Vol. 75, septembre 2000
- Playboy's Voluptuous Vixens Vol. 3, octobre 1999
- Playboy's Celebrating Centerfolds Vol. 3, octobre 1999
- Playboy's Girls of Summer, juin 1999
- Playboy's Book of Lingerie Vol. 67, mai 1999 - Mizuno, cover & pages 1, 32-33
- Playboy's Playmates in Bed Vol. 3, février 1999 - pages 82–85
- Playboy's Playmate Tests, novembre 1998 - couverture, pages 4 à 9
- Playboy's Body Language, octobre 1998
- Playboy's Girls of Summer, mai 1998
- Playboy's Wet & Wild, avril 1998
- Playboy's Book of Lingerie Vol. 59, janvier 1998 - Mizuno, pages 61–65
- Playboy's Book of Lingerie Vol. 58, novembre 1997 - Michael Bisco, pages 28–31
- Playboy's Playmate Review Vol. 13, juillet 1997 - couverture, pages 1, 84-93
- Playboy's Nude Playmates, juin 1997 - couverture

## Filmographie

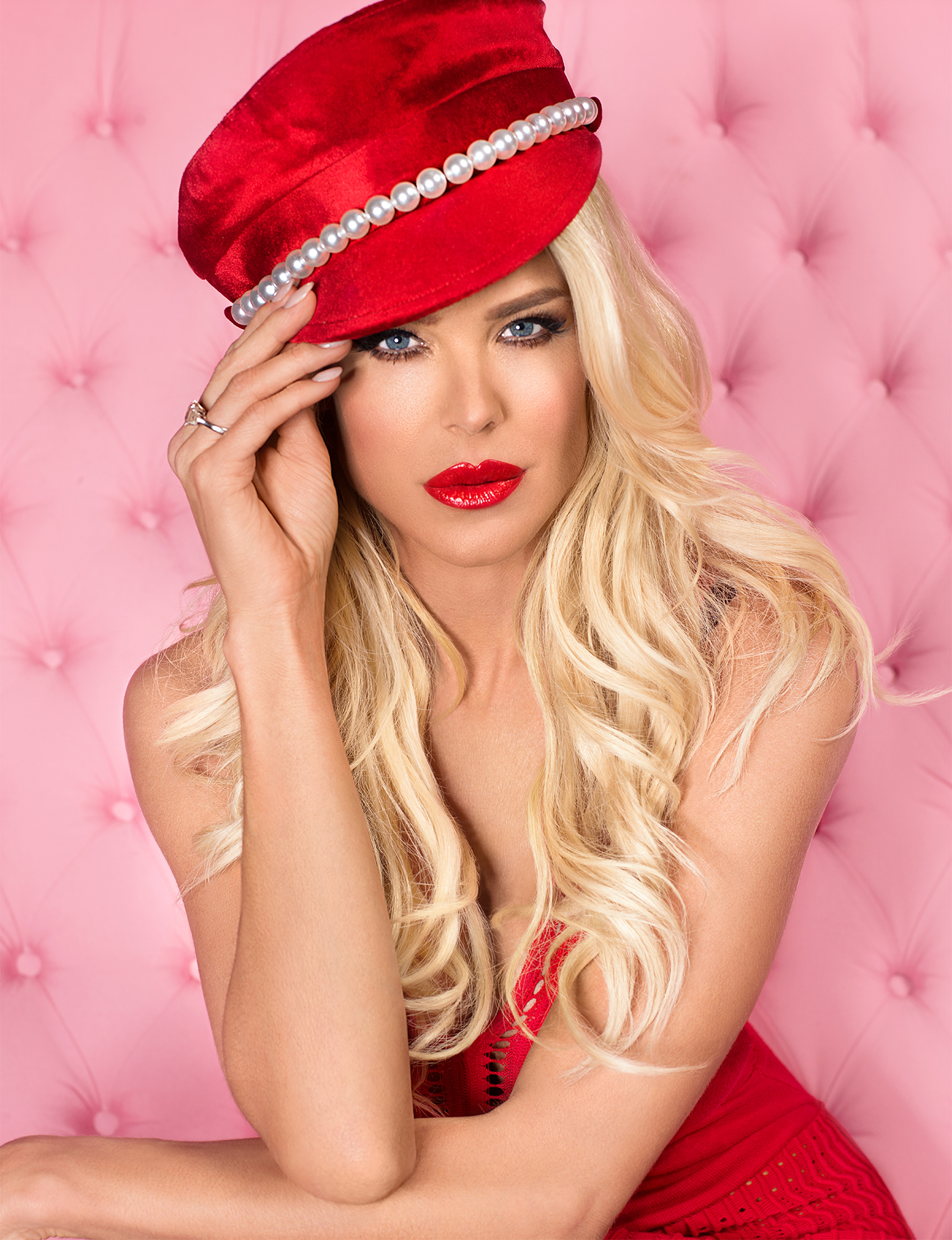
Victoria Silvstedt à Monaco, en 2017.

- 1998 : Melrose Place (série télévisée), saison 7 épisodes 14 (apparition), 21 , 35
- 1998 : BASEketball : elle-même
- 2000 : Un maresciallo in gondola
- 2000 : Bodyguards
- 2000 : Naken de Mårten Knutsson et Torkel Knutsson
- 2000 : Son of the Beach (série télévisée), saison 1 épisode 13
- 2001 : She Said I Love You
- 2001 : Black Scorpion (série télévisée)
- 2002 : Snow, Sex and Sun
- 2002 : Boat Trip
- 2003 : La Mia vita a stelle e strisce
- 2007 : Carry on London  film de Peter Richardson
- 2008 : Petites vacances à Knokke-le-Zoute, téléfilm d'Yves Matthey
- 2010 : Nip/Tuck (saison 6) : Tracy
- 2010 : L'Arnacœur, film de Pascal Chaumeil : apparition
- 2013 : Nos chers voisins - prime-time : fêtent l'été : Kelly, la nouvelle compagne de l'ex-mari de Karine.

## Présentatrice de télévision
- 2006 - 2011 : La Roue de la fortune (avec Christophe Dechavanne) sur TF1
- 2007-2009 : La Roue de la fortune (La ruota della fortuna) sur Italia 1
- 2007 - 2012 : Qui sera le meilleur ce soir ? (avec Christophe Dechavanne) sur TF1
- 2008 : Beauty and the Geek[10] (saison 2) sur TF6[11]
- 2008 : Mister Glam, ça va faire mâle (avec Magloire) sur TF6[12]
- 2008 : Les Meilleurs Moments de télé-réalité III sur TF6[13]
- 2009 - 2013 : Le Grand Bêtisier sur TF1
- 2010 : À la recherche du Grand Amour (avec Jérôme Pitorin) sur NRJ 12.

## Discographie

### Album
- 1999 : Girl on the Run  2 × Or en Suède (40 000 exemplaires vendus)

### Singles
- 1999 : Rocksteady Love (feat. Turbo B)
- 1999 : Hello Hey
- 1999 : Party Line
- 2010 : Saturday Night (reprise)
- 2025 : Love it!

## Publication
- Victoria Silvstedt, Les Secrets de Victoria : Dans la tête de Victoria Silvstedt, Paris, Jean-Claude Gawsewitch Éditeur, 2010, 256 p. (ISBN 978-2-35013-233-4)

### Bases de données et notices
- Ressources relatives à la musique :   - AllMusic
  - Discogs
  - Last.fm
  - MusicBrainz
  - Muziekweb
  - Rate Your Music
  - SoundCloud
- Ressources relatives à l'audiovisuel :   - AllMovie
  - Allociné
  - Filmportal
  - Filmweb.pl
  - IMDb
  - Rotten Tomatoes
- Ressource relative à la mode :   - Fashion Model Directory
- Ressource relative à plusieurs domaines :   - Metacritic
- Notice dans un dictionnaire ou une encyclopédie généraliste :   - Deutsche Biographie
- Notices d'autorité :   - VIAF
  - ISNI
  - BnF (données)
  - GND